# Seis días de Kiel
Los Seis días de Kiel era una cursa de ciclismo en pista, de la modalidad de seis días, que se corría a Kiel (Alemania). Su primera edición data del 1910 y se disputó hasta el 1957, disputándose tan solo tres ediciones.

## Palmarés
| Año       | Ganadores                       | Segundos                      | Terceros                            |
| --------- | ------------------------------- | ----------------------------- | ----------------------------------- |
| 1910      | Willy Arend Eugen Stabe         | Gustav Janke Max Kendelbacher | Karl Rottnick Karl Wittig           |
| 1911-1912 | ediciones no realizadas         | ediciones no realizadas       | ediciones no realizadas             |
| 1913      | Paul Passenheim Fritz Schallwig | Georg Barth Graetz            | Frank Hoffmann Fritz Hoffmann       |
| 1914-1951 | ediciones no realizadas         | ediciones no realizadas       | ediciones no realizadas             |
| 1952      | Jean Roth Armin von Büren       | Emile Carrara Gustav Kilian   | Severino Rigoni Ferdinando Terruzzi |